# Персі Прайс
Персі Прайс (англ. Percy Price; 19 травня 1936, Сейлем, Салем, Нью-Джерсі — 12 січня 1989, Джексонвіль, Північна Кароліна) — американський боксер.

## Аматорська кар'єра
Персі Прайс був професійним військовослужбовцем — морським піхотинцем і боксером-аматором.
1960 року Персі Прайс у відбірковому олімпійському турнірі, здобувши перемогу над молодим переможцем національного турніру США «Золоті рукавички»—1960 Кассіусом Клеєм, завоював путівку на літні Олімпійські ігри 1960 у важкій вазі, через що Кассіусу Клею довелося виступати на Олімпіаді у напівважкій вазі.
На Олімпійських іграх 1960 Персі Прайс провів два боя.
- В 1/8 фіналу переміг Рона Тейлора (Австралія) — КО-1
- У чвертьфіналі програв Йозефу Немецю (Чехословаччина) — 1-4

Того ж 1960 року Персі Прайс переміг на чемпіонаті світу серед військовослужбовців. Він відхилив пропозиції щодо професійної боксерської кар'єри, залишався у Корпусі морської піхоти до виходу у відставку у 1976 році і увійшов в історію, як останній американський боксер-олімпієць важкої ваги, який не став професійним боксером.